# Bembéréké
Bembéréké es una comuna beninesa perteneciente al departamento de Borgou.
En 2013 tiene 131 255 habitantes, de los cuales 31 176 viven en el distrito de Bembéréké.
Se ubica sobre la carretera RNIE2, a medio camino entre Parakou y Kandi.

## Subdivisiones
Comprende los siguientes arrondissements:
- Bembèrèkè
- Béroubouay
- Bouanri
- Gomia
- Ina